# Bifidobacterium animalis
Bifidobacterium animalis (лат.) (Бифидобактерия анималис)  — вид грамположительных анаэробных палочковидных бактерий, которые могут быть найдены в толстом кишечнике большинства млекопитающих, включая человека.
Bifidobacterium animalis и Bifidobacterium lactis (Бифидобактерия лактис) изначально классифицировались как два отдельных вида. С 2004 года оба относятся к виду B. animalis с подвидами:
- Bifidobacterium animalis subsp. animalis (Mitsuoka 1969) Masco et al. 2004
- Bifidobacterium animalis subsp. lactis (Meile et al. 1997) Masco et al. 2004[1][2][3]

Старые названия до сих пор можно встретить на этикетках различной продукции, так как этот вид используется в качестве пробиотиков. В большинстве случаев не ясно, какой конкретно подвид используется в продукте.

## Торговые названия
Некоторые компании пытались зарегистрировать отдельные штаммы бактерий как товарные знаки, и, в качестве маркетингового хода, ввели коммерческие названия для этих штаммов.
Данон (Danone, Dannon) продает штамм DN 173 010 под именами:
- Bifidus Digestivum (Великобритания),
- Bifidus Regularis (США и Мексика),
- Bifidobacterium Lactis или B. L. Regularis (Канада),
- DanRegularis (Бразилия),
- Bifidus Actiregularis (Австрия, Аргентина, Бельгия, Болгария, Чили, Чехия, Франция, Германия, Греция, Венгрия, Израиль, Италия, Казахстан, Нидерланды, Португалия, Румыния, Россия, Южная Африка, Испания и Великобритания),
- Bifidus Essensis на Ближнем Востоке (ранее так же в Венгрии и Болгарии)

Этот штамм можно встретить в продукте «Activia» от Safi Danone KSA.
Компания Chr. Hansen A/S из Дании имеет аналогичный штамм Bifidobacterium animalis subsp. lactis, который продает под торговой маркой BB-12®.
Bifidobacterium animalis subsp. lactis указан в составе закваски «Биомикс» компании «Лакте Украина».